# Transició democràtica a Moçambic

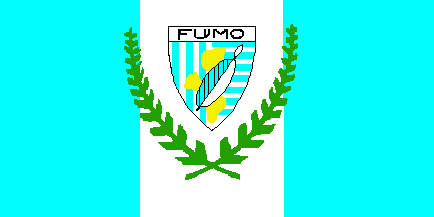
Bandera del FUMO, 1976

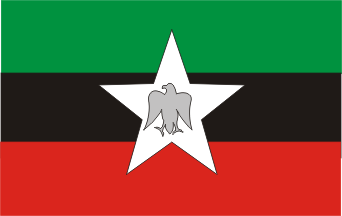
Bandera del PADELIMO

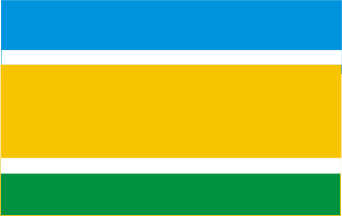
Bandera del SOL

La transició democràtica a Moçambic es va produir entre 1990 i 1994 quan es van celebrar les primeres eleccions.
La caiguda de la Unió Soviètica al final del 1989, va provocar moviments en els règims aliats. El novembre de 1990 el parlament de Moçambic va adoptar una constitució que autoritzava els partits polítics. Per registrar un partit calia acreditar que tenia 1100 seguidors almenys, 100 de cadascuna de les províncies del país i de la capital (Maputo ciutat té rang de província). El 1991 el Frelimo, partit governant a Moçambic, va obrir negociacions amb l'oposició armada de la Renamo (Roma, 13 de novembre de 1991), i es va arribar a un acord de pau el 1992 que incloïa augmentar el suport dels partits a un mínim de 2000 però a nivell nacional sense necessitat de repartiment geogràfic. El 1993 havien sorgit 24 partits polítics i a l'agost deu havien estat registrats:
- Frelimo
- Unió Nacional de Moçambic (UNAMO) de Carlos Reis, escissió de la Renamo el 1996 formada per Gimo Pihri; el control del partit fou agafat per Carlos Reis el 1991. Fou registrat el 31 de desembre de 1991.
- Partit de la Convenció Nacional (PCN), en portuguès Partido de Convençao Nacional de Mocambique, de Abel Mabunda, Lutero Simango (fill de l'exlíder del Frelimo Uria Simango que després es va passar al Coremo), Inacio Chire i Barnabe Lucas com a caps principals. Conservador i capitalista. Fou creat a Maputo el 17 de desembre de 1991. Fou legalitzar el desembre de 1992. El maig de 1993 es va escindir el PACODE.
- Partit del Progrés del Poble de Moçambic (PPPM) en portuguès Partido do Progresso do Povo de Mocambique, de Padimbe Kamate. Establert l'agost de 1991, federalista i d'ideologia confusa. Fou legalitzat el desembre de 1992.
- Moviment Nacionalista de Moçambic (MONAMO) de nom complet Movimento Nacionalista Moçambicano-Partido Moçambicano da Social Democrácia. Dirigit per Maximo Dias Dias, ex líder del GUMO (Grup Unit de Moçambique), un moviment ajudat pels portuguesos contra el Frelimo durant la lluita colonial. Diaz va fugir del país el 1975 i el 1979 va fundar el MONAMO a Salisbury (Rhodèsia) amb suport dels blancs, i amb la idea d'esdevenir la branca política de la RENAMO de la que era proper, però amb la que va trencar el 1990 tot i que mantingué certa proximitat. Legalitzat el 14 de gener de 1993
- Front Unit de Moçambic (FUMO), de nom complet ara Frente Unida de Mocambique/Partido da Convergencia Democrática e Reconstruçao Nacional (FUMO), dirigit per Domingos Arouca, distanciat del Frelimo per considerar-lo comunista, va fundar el partit a Portugal el 1976; el partit va desaparèixer entre 1980 i 1992, però llavors va ressorgir proclamant-se socialdemòcrata. Pedro Loforte fou el dirigent, ja que Arouca vivia a Portugal. Legalitzat el 14 de gener de 1993.
- Partit Democràtic i Liberal de Moçambic (PALMO, en portuguès Partido Democrático e Liberal de Moçambique) de Martins Bilal Bilal antic membre del Frelimo, esdevingut empresari. Anunciat el 22 de febrer de 1991. Al congrés de Beira el maig, se'n va escindir el SOL.
- Partit Democràtic de Moçambic (PADEMO) de Wehia Ripua, anunciat el 20 de juliol de 1991, de base makwa o macua. Va lluitar amb el Frelimo del 1964 al 1975. Era membre del Frelimo fins al 1991. Demanava un estat federal.
- Partit Nacional Democràtic (PANADE), en portuguès Partido Nacional Democrático, de Jose Massinga Massinga, anunciat el 14 d'octubre de 1992. Massinga fou membre del Frelimo però se'n va separar mentre estudiava a l'estranger i va esdevenir agent de la CIA, i va participar en operacions encobertes, sent detingut uns anys sense judici i després amnistiat.
- Partit Social-Liberal Democràtic (SOL) en portuguès Partido Social-Liberal e Democrático, de Casimiro Nyamitambo. Escissió del PALMO. La fundació del partit fou anunciada a Maputo el 22 de novembre de 1991. El líder fou un antic membre del Frelimo

Altres partits eren: 
- Renamo
- Partit Federal de Moçambic-Democràtic Federalista (PAFEMODF) de Manuel Panganane i Mariano Janeiro Pordina. Va ser fundat el febrer de 1990. Pardina en fou expulsat el maig de 1993 quan es va declarar cap d'un suposat Exèrcit Federal de Moçambic (EXEFEMO) amb dos mil soldats. Llavors Panganane va agafar el lideratge i va afegir "democràtic federalista" al nom. Va demanar ser legalitzat però no fou registrat per incomplir els seus estatuts la constitució.
- Confederaçao Democrática de Moçambique (CODEMO), de Domingo Cardoso, fundada el 1991 a Quelimane i de base territorial
- Congresso lndependente de Moçambique (CIM), de Victor Marcos Saene i Iida Rabeca Tsinini, fundat el 1991. No va tenir activitat després del 1992.
- Frente de Acçao Patriotica de Jose Carlos Palaeo i Raul da Conceicao, fundat el 1991 per estudiants alumnes d'Eduard Mondlane
- Partido do Congresso Democrático (PACODE) de Vasco Campiro Momboya, escissió del PCN creada el 2 de juliol de 1993
- Partido Democrático da Libertacao de Mocambique (PADELIMO) de Joaquim Jose Nyota (abans Nyoka) i Frederick U. James. Fundat a Kenya el 1990. Anticomunista. Sense presència real.
- Partido Agrário de Moçambique (PAM), partit que actuava l'octubre de 1991, després no va tenir activitat rellevant
- Partido Nacionalista Federalista (PNF) de Marcos Juma, escissió del PADEMO formada el setembre de 1993 (Juma fou abans el secretari general del PADEMO)
- Partido Independente de Mocambique (PIMO), de Ayacob Sibinde i Mussagy Adul Remane; fundat a Maputo l'agost de 1993 per dissidents o ex membres de la Renamo.
- Partido Progressivo e Liberal Federalista das Comunidades Religiosas de Moçambique (PPLFCRM), de Neves Serrano Serrano. Fundat el febrer de 1992. Federalista.
- Partido Revolucionario do Povo Unido Moçambicano (PREPUMO), anunciat l'octubre de 1992 per Afonso Zunguza amb seu a Dondo, prop de Beira (la llei obliga a tenir la seu a Maputo per a ser registrat com a partit)
- Regedores e Camponeses de Mocambique (RECAMO) de Arone Fijamo, basat a Quelimane. Conservador i partidari de restaurar els líders tradicionals.
- Uniao DemocratIca de Moçambique (UDEMO) de Gimo Phiri, ex alt comandant de la Renamo de la que es va separar el 1986, fundant la UNAMO de la que fou expulsat el 1991; el seu company Carlos Reis va agafar el control de la UNAMO el novembre de 1991 i llavors Pihri va fundar la UDEMO l'abril de 1992.

A les eleccions presidencials del 1994 s'hi van presentar quatre polítics: Joaquim Chissano del Frelimo, Afonso Dhlakama de la Renamo, Domingos Arouca del FUMO, i Padimbe Kamati del PPPM. Les eleccions foren guanyades per Chissano.